# Phare de Mauger Caye

Le phare de Mauger Caye (en espagnol : Faro de Cayo Mauger) est un phare actif situé sur la caye Mauger de l'atoll Turneffe, dans la District de Belize au Belize.
Le phare, fonctionnant à l"énergie solaire, est exploité et entretenu par l'autorité portuaire de Belize.

## Histoire
La caye Mauger est une petite île située à l'extrémité nord de l'atoll, à environ 30 km à l'est de la capitale Belize City.
Au cours de l'ouragan Keith, l'île a été gravement endommagée. Le sable a été déplacé et emporté, exposant ainsi les racines de nombreux palmiers. Les gardiens du phare "n'ont survécu que parce qu'ils ont pu s'abriter dans un bunker en béton situé près du phare, qui a lui-même complètement disparu".

## Description
Ce phare actuelle est une tour métallique pyramidale à claire-voie, avec une galerie et une salle de lanterne fermée de 19 m de haut. La tour est peinte en blanc. Il émet, à une hauteur focale d'environ 19 m, deux éclat blanc par période de 10 secondes. Sa portée est de 13 milles nautiques (environ 24 km).
Identifiant : ARLHS : BLZ-007 - Amirauté : J5940 - NGA : 110-16280 .
|                |
| Atoll Turneffe |

|             |
| Caye Mauger |

### Lien connexe
- Liste des phares du Belize